# 奧古斯塔 (西澳)
奧古斯塔（英語：Augusta）是一個位於西澳大利亞州西南海岸的一个小镇。該小鎮位於布莱克伍德河流入弗林德斯湾的河口旁。奧古斯塔是最接近露纹角的小鎮，而露紋-納多魯列斯國家公園則位於小鎮的西方。於2001年人口调查中，奧古斯塔人口為1,694人。而於2006年人口调查中，奧古斯塔人口下降到1,068人。
这个镇位於奧古斯塔－瑪格麗特河郡中的露纹区中。Transwa公司提供由奧古斯塔前往珀斯的巴士服務。

## 命名
奧古斯塔是以喬治三世的女兒，公主奥古斯塔·索菲亚命名。這個名字是由西澳洲總督詹姆士·史特靈給予的。

## 地理和气候
奧古斯塔與印度洋距離不遠，其氣候類型為地中海型。奧古斯塔的年均降雨量約為1132毫米，而大部份降雨是在五月至八月期間降下。奧古斯塔的夏季温暖，冬季也不寒冷，因此成為一個理想的居住地。間中會有海风吹向奧古斯塔。奧古斯塔擁有炎热干燥的夏季。再加上強风，使小鎮附近經常發生灌丛火灾。於1961年的一次灌丛火灾更差點毀滅了小鎮。

## 歷史

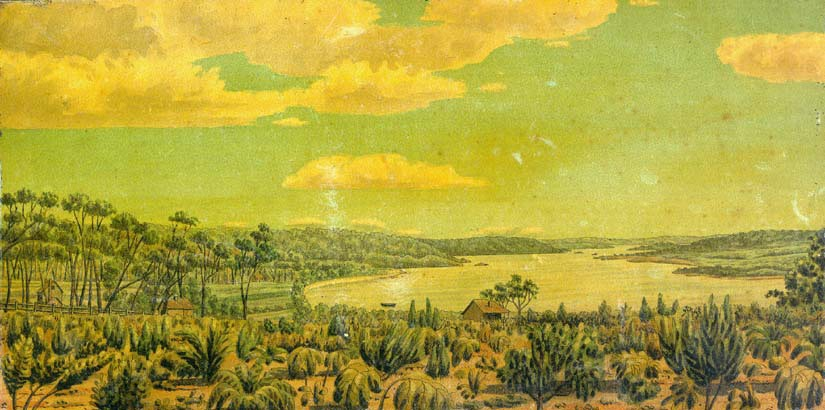
由托马斯·特纳於1830年代绘画的奥古斯塔

### 建立及發展
荷蘭人於1622年發現這片土地，並將其附近的海角名為雌狮領地（Landt van de Leeuwin）。而弗林德斯則於1801將其更名為露纹角。
奥古斯塔成立于1830年。於該年的三月裡，包括约翰·莫洛伊、畢素家族以及特纳家族在內的一些新移民於天鹅河殖民地登上战士號蒸汽船去尋找新的土地開發。在他們的旅途途中，當時的西澳洲總督詹姆士·史特靈告訴他們天鹅河附近的土地大部份已經被佔有了，並建議他們於露纹角附近另覓土地。
在接著的一個月裡，斯特灵與一批新移民乘搭艾米莉·泰勒號蒸汽船四處尋找新的土地。經過多日的探索，他們終於到達布莱克伍德河河口。他們用了四天探索該區後才決定安顿下来。史特靈經過深思熟慮後，決定於此處建立城鎮，並將此城鎮命名為奥古斯塔。
在1880年代期間，在古達特附近興建了一家木材厂。同時，哈梅林湾與弗林德斯湾之間的港口貿易競爭增加。這一帶對樹木的需求增高，因此奥古斯塔的林業開始發展。
奥古斯塔於1890年代成為由哈梅林湾到弗林德斯湾的木材運輸铁路的其中一個站，並且於1920年代成為弗林德斯湾支线铁路的其中一個站。

### 近代

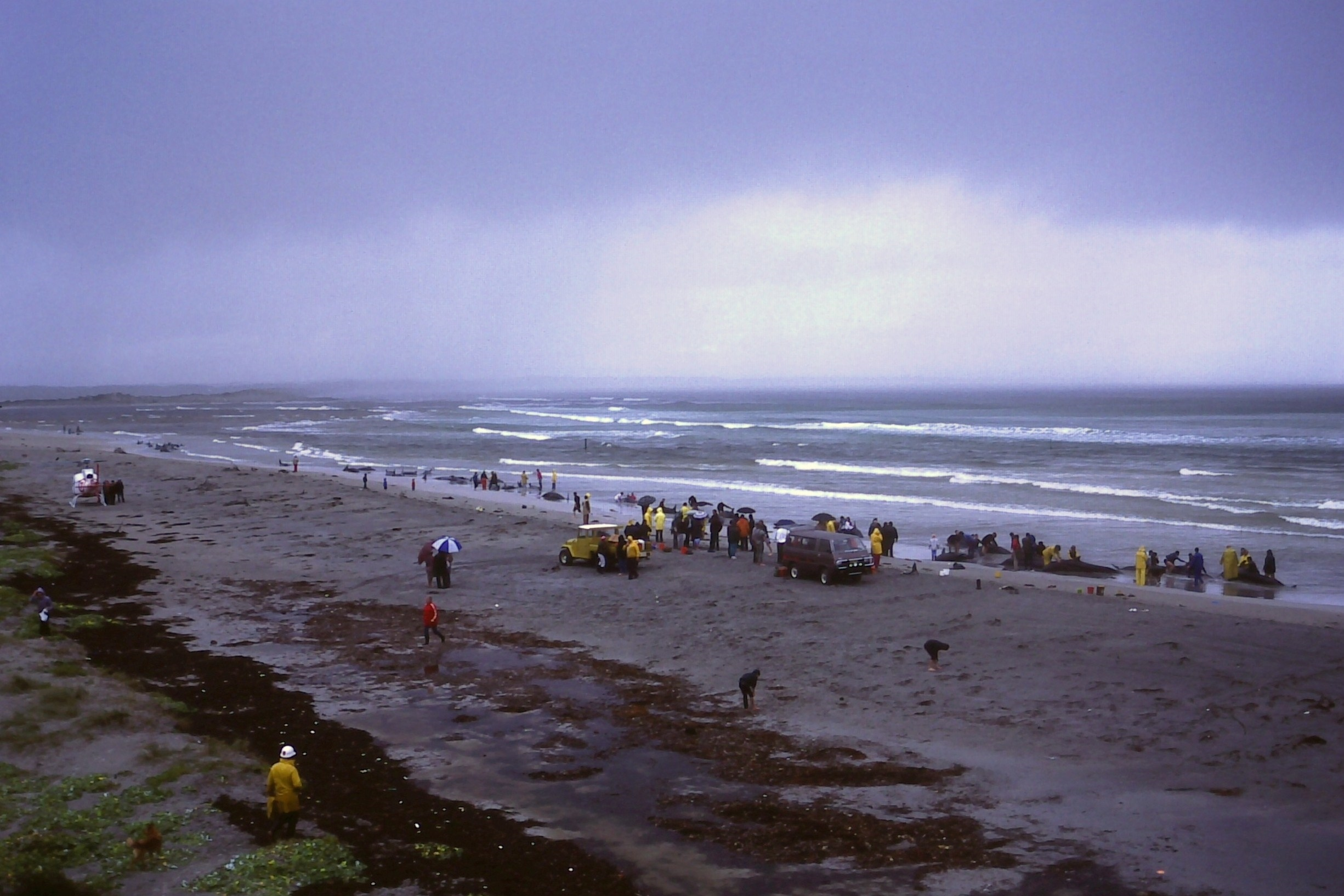
鲸鱼於1986年搁浅於奥古斯塔海滩

1961年，於瑪格麗特河和奥古斯塔之間，超過100000英亩的農地、灌木林地和森林被一次灌丛火灾破壞。奥古斯塔剛好幾個月前被一場規模較小的火災破壞，導致小鎮附近沒有足夠燃料供灌丛火灾燃燒，因此奥古斯塔能倖免於難。
1986年7月30日，約114頭伪虎鲸搁浅於奥古斯塔海滩。在为期三天的拯救工作中，在西澳环境及自然保育部的協助下成功將其中96頭伪虎鲸運送至避风水域，其後更成功把牠們放回海洋裡。
奥古斯塔曾經是一个度假小鎮，但自從1990年代後期，奥古斯塔因其良好的氣候而成為了退休天堂。

## 外部連結
- 奥古斯塔 - 玛格丽特河郡 （页面存档备份，存于） – 官方网站
- 澳大利亚地方政府协会 - 奥古斯塔郡
- 奥古斯塔入口网站（页面存档备份，存于）
- 西南區入口网站 （页面存档备份，存于）
- 官方奥古斯塔信息网站
- 奥古斯塔社区广播电台（2OceansFM网站） （页面存档备份，存于）